# Auguste Van Heule
Auguste Van Heule o Augustus (Ypres, 21 novembre 1821 – Calcutta, 4 giugno 1865) è stato un arcivescovo cattolico e missionario belga.

## Biografia
Entrato nella Compagnia di Gesù il 28 settembre 1839, Auguste Van Heule fu ordinato presbitero 12 settembre 1851. Era maestro dei novizi a Drongen quando fu scelto per essere il vicario apostolico del Bengala. Dopo una sede episcopale vacante da cinque anni, nel 1864 il vicariato apostolico del Bengala fu affidato ai gesuiti belgi. Venne consacrato arcivescovo titolare di Amida dal cardinale Engelbert Sterckx, nella chiesa di Sant'Ignazio di Anversa, il 28 ottobre 1864. Arrivò a Calcutta il 12 febbraio 1865. Appena quattro mesi dopo il suo arrivo morì a Calcutta il 4 giugno 1865 a soli 43 anni. Honoré van der Stuyft fu eletto pro-vicario, in attesa del successore del vescovo Van Heule, Walter Steins.

## Genealogia episcopale
La genealogia episcopale è:
- Vescovo Johannes Wolfgang von Bodman
- Vescovo Marquard Rudolf von Rodt
- Vescovo Alessandro Sigismondo di Palatinato-Neuburg
- Vescovo Johann Jakob von Mayr
- Vescovo Giuseppe Ignazio Filippo d'Assia-Darmstadt
- Arcivescovo Clemente Venceslao di Sassonia
- Arcivescovo Massimiliano d'Asburgo-Lorena
- Vescovo Kaspar Max Droste zu Vischering
- Vescovo Joseph Louis Aloise von Hommer
- Vescovo Nicolas-Alexis Ondernard
- Vescovo Jean-Joseph Delplancq
- Cardinale Engelbert Sterckx
- Arcivescovo Auguste Van Heule, S.I.